# Голутвинский мост
Голутвинский понтонный мост — 137-метровый пешеходный разводной мост через Москва-реку, соединяющий город Коломну с селом Сергиевским и близлежащими населёнными пунктами.
Голутвинский мост расположен рядом со Старо-Голутвиным монастырём и является последним мостом на Москве-реке перед её впадением в Оку.

## Ремонт 2017 года
ГБУ МО «Мосавтодор», отвечающее за эксплуатацию моста, включило переправу в программу ремонта искусственных сооружений 2017 года. С момента предыдущего ремонта моста прошло семь лет, за которые конструкции моста пришли в негодность, понтоны проржавели и утеряли герметичность. Планируется, что в ходе ремонтных работ генподрядчик АО «Стройтрансгаз» заменит дощатый настил моста, отремонтирует конструкции береговых опор и понтонов, а также обустроит тротуары на подходе к мосту и установит новое ограждение. Все работы оценены в 36 миллионов рублей.
Ремонтные работы запланированы на срок с 24 июля по 20 декабря 2017 года. Изначально планировалось на время ремонта полностью закрыть мост для пешеходов (и не запускать замещающую паромную переправу, как в предыдущие ремонты), в начале августа стало известно, что мост не будет закрываться для движения. 